# Вірус гепатиту C
Вірус гепатиту C (англ. hepatitis C virus (HCV) — невеликий одноланцюговий позитивно спрямований РНК-вмісний вірус родини Flaviviridae. Є збудником вірусного гепатиту C, при якому часто розвивається окрім гепатиту ще й широкий спектр уражень інших органів і систем, хоча насамперед виникають такі ускладнення як цироз печінки і гепатоцелюлярна карцинома.

## Таксономія
Вірус належить до роду Hepacivirus. Один вид цього роду був виявлений у собак: собачий гепацивірус. У цьому роді також є принаймні один вид, який уражає коней. Кілька видів описано у кажанів і гризунів. Ізоляти вірусу згруповані у 8 генотипів і ряд підтипів із чітким географічним розподілом і чутливістю до лікування на основі інтерферону.

## Структура
Частка вірусу гепатиту С складається з ліпідної оболонки. Два глікопротеїни вірусної оболонки, E1 (E1) і E2 (E2), вбудовані до неї. E1 і E2 ковалентно зв'язані, коли вони вбудовуються в оболонку вірусу, і стабілізуються дисульфідними зв'язками. E2 має кулясту форму і, за даними спостереження при електронній мікроскопії, виступає на 6 нм із мембрани оболонки. Ці глікопротеїни відіграють важливу роль у взаємодії вірусу гепатиту С з імунною системою людини. На глікопротеїні E2 є гіперваріабельна ділянка. Вона є гнучкою і цілком доступною для навколишніх молекул. Допомагає E2 захистити вірус від імунної системи, запобігає причепленню CD81 до відповідного рецептора вірусу. Крім того, Е2 може захистити і Е1 від імунної системи. Хоча цю ділянку складає досить варіабельна амінокислотна послідовність, гіперваріабельна ділянка має схожі хімічні, фізичні та конформаційні характеристики для багатьох E2 глікопротеїнів.

## Геном
Геном складається з однієї відкритої рамки зчитування, яка завдовжки у 9600 нуклеотидних основ. Ця єдина відкрита рамка зчитування перетворюється на отримання єдиного білкового продукту, який згодом обробляється для отримання менших активних білків. Через це в загальнодоступних вірусних базах даних вірусний протеом складається лише з 2 білків. На 5′ і 3′ кінцях РНК знаходяться нетрансльовані ділянки, які не транслюються в білки, але важливі для трансляції та реплікації вірусної РНК. 5′ кінець має сайт зв'язування рибосоми, який ініціює трансляцію дуже протяжного білка, що містить близько 3000 амінокислот. Основний домен HCV IRES (Hepatitis C virus internal ribosome entry site) містить чотиристоронню гвинтову структуру Голлідея, яка інтегрована у передбачений псевдовузол. Конформація цього основного домену обмежує орієнтацію відкритої рамки зчитування для позиціонування на рибосомній субодиниці 40S. Великий білок-попереднік пізніше розщеплюється клітинними та вірусними протеазами на 10 менших білків, які забезпечують реплікацію вірусу в клітині-хазяїні або збираються у зрілі вірусні частинки. Структурні білки, що виробляються вірусом гепатиту С, включають коровий білок (HCVcor), Е1 і Е2. Неструктурні білки включають NS2, NS3, NS4A, NS4B, NS5A і NS5B. На виявленні антитіл до них частково ґрунтується серологічна діагностика гепатиту C.

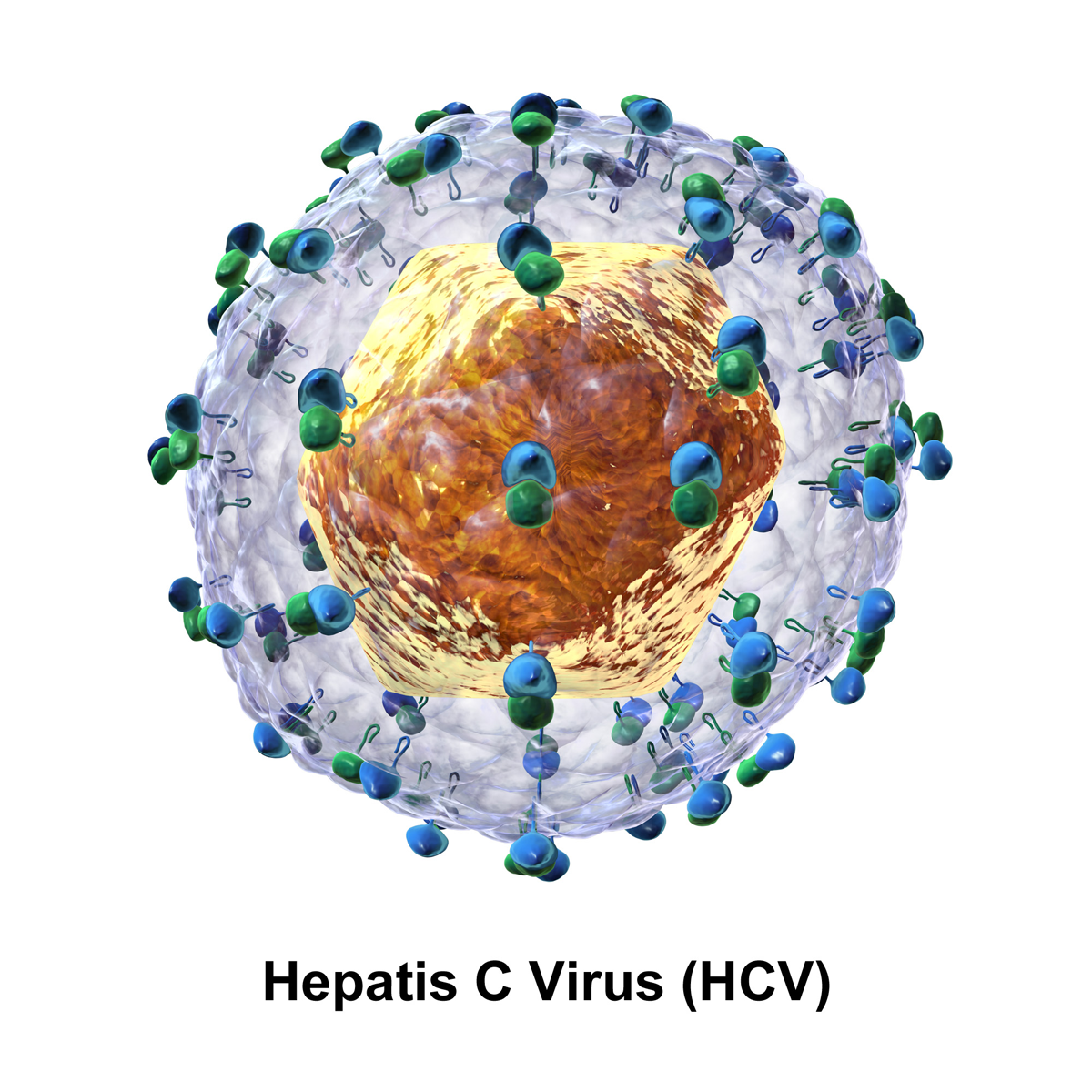
Схема будови вірусу гепатиту С

## Молекулярна біологія
Білки вірусу гепатиту C розташовані вздовж генома в такій послідовності: N-термінальна оболонка-ядро-оболонка (E1)–E2–p7-неструктурний білок 2 (NS2)–NS3–NS4A–NS4B–NS5A–NS5B–C кінцевий. Покоління зрілих неструктурних білків (NS2 — NS5B) залежить від активності вірусних протеїназ. З'єднання NS2/NS3 розщеплюється металзалежною автокаталітичною протеїназою, яка кодується всередині NS2 та N-кінця NS3. Решта розщеплення каталізуються сериновою протеазою, яка також міститься в N-кінцевій області NS3.
Основний білок містить 191 амінокислоту і за гідрофобністю його можна розділити на три домени:
- домен 1 (залишки 1–117) містить переважно основні залишки з двома короткими гідрофобними ділянками;
- домен 2 (залишки 118—174) менш основний і більш гідрофобний, а його C-кінець знаходиться на кінці p21;
- домен 3 (залишки 175—191) дуже гідрофобний і діє як сигнальна послідовність для білка оболонки E1.

Обидва білки оболонки (E1 і E2) високоглікозильовані, є важливими для проникнення в клітину. E1 є фузогенною субодиницею, а E2 діє як білок, який зв'язує рецептор. E1 має 4–5 N-зв'язаних гліканів, а E2 — 11 сайтів N-глікозилювання.
Білок NS1 (p7), необхідний для реплікації вірусного геному, відіграє вирішальну роль у морфогенезі вірусу. Цей білок складається з 63 амінокислот, які охоплюють мембрану, яка розташовується в ендоплазматичній мережі. Розщеплення p7 опосередковується сигнальними пептидазами ендоплазматичної мережі. Два трансмембранних домени (transmembrane domain) р7 з'єднані цитоплазматичною петлею і орієнтовані в бік просвіту ендоплазматичної мережі.
Білок NS2 є трансмембранним білком масою 21–23 кДа, із протеазною активністю.
NS3 є білком масою 67 кДа, N-кінець якого має активність серинової протеази, а C-кінець має активність НТФази/гелікази. Він розташований всередині ендоплазматичного ретикулума і утворює гетеродимерний комплекс із NS4A — мембранним білком із 54 амінокислот, який діє як кофактор протеїнази.
NS4B є невеликим (27 кДа) гідрофобним інтегральним мембранним білком із чотирма трансмембранними доменами. Він міститься всередині ендоплазматичної сітки і відіграє важливу роль у залученні інших вірусних білків. Спричинює морфологічні зміни в ендоплазматичному ретикулумі, утворюючи структуру — мембранну павутину.
NS5A є гідрофільним фосфопротеїном, який відіграє важливу роль у реплікації вірусу, модуляції клітинних сигнальних шляхів та інтерферонової відповіді. Виявлено, що він зв'язується з людськими білками VAP, закріпленими на ендоплазматичному ретикулумі.
Білок NS5B (65 кДа) являє собою вірусну РНК-залежну РНК-полімеразу. Виконує ключову функцію реплікації вірусної РНК ВГС, використовуючи позитивний ланцюг РНК вірусу як свою матрицю, і каталізує полімеризацію рибонуклеозидтрифосфатів під час реплікації РНК. Декілька кристалічних структур полімерази NS5B у кількох кристалічних формах було визначено на основі однієї консенсусної послідовності HCV-BK, генотип 1. Конструкція може бути представлена формою правої руки з пальцями, долонею та великим пальцем. Активний центр, унікальний для NS5B, міститься в структурі долоні білка. Нещодавні дослідження структури білка NS5B генотипу 1b штаму J4 (HC-J4) вказують на наявність активного центру, де можливий контроль зв'язування нуклеотидів та ініціація синтезу нової РНК. Додає необхідні праймери для ініціації реплікації РНК. Сучасні дослідження намагаються зв'язати структури з цим активним сайтом, щоб змінити його функціональність, щоб запобігти подальшій реплікації вірусної РНК.
Описаний 11-й білок, який кодується зсувом рамки +1 у гені капсида. Його функція достеменно невідома.

## Реплікація
Включає кілька етапів. Вірус реплікується в основному в гепатоцитах печінки, де щодня кожна інфікована клітина виробляє приблизно п'ятдесят віріонів, а загалом утворюється один трильйон віріонів. Вірус також може реплікуватися в мононуклеарних клітинах периферичної крові, що є причиною високого рівня імунологічних порушень, що виявляються у пацієнтів із хронічним гепатитом C. У печінці віруси потрапляють через кров у печінкові синусоїди, які сусідні з клітинами гепатоцитів. Вони здатні проходити крізь ендотелій синусоїдів і пробиватися до базолатеральної поверхні клітин гепатоцитів.
Вірус має широкий спектр генотипів і швидко мутує через високий рівень помилок із боку РНК-залежної РНК-полімерази вірусу. Швидкість мутації спричинює таку кількість варіантів вірусу, що вважається квазівидом, а не звичайним видом вірусу. Потрапляння в клітини хазяїна відбувається через складні взаємодії між віріонами, особливо через їхні глікопротеїни, і молекулами клітинної поверхні CD81, рецептором LDL, SR-BI, DC-SIGN, Claudin-1 і Occludin.
Оболонка вірусу подібна до ліпопротеїнів дуже низької і низької щільності. Через цю подібність вважається, що вірус здатний асоціюватися з аполіпопротеїнами. Він оточує себе ліпопротеїдами, частково прикриваючи Е1 і Е2. Останні дослідження показують, що ці аполіпопротеїни взаємодіють з рецептором-поглиначем В1 (SR-B1). SR-B1 здатний видаляти ліпіди з ліпопротеїнів навколо вірусу, щоб краще забезпечити контакт. Claudin-1, який є білком щільного з'єднання, і CD81 зв'язуються, створюючи комплекс, підготувавши клітини для подальших процесів інфікування вірусом. Коли імунна система запускається, макрофаги збільшують кількість TNF-α навколо гепатоцитів, які інфікуються. Це спричинює міграцію Occludin, іншого комплексу щільного з'єднання, до базолатеральної мембрани. Частка вірусу готова потрапити в клітину.
Ці взаємодії призводять до ендоцитозу вірусної частинки. Цьому процесу сприяють білки клатрину. Потрапляючи в ранню ендосому, ендосома та вірусна оболонка зливаються, і РНК потрапляє в цитоплазму.
Вірус захоплює частини внутрішньоклітинного механізму для реплікації. Геном транслюється, щоб виробляти один білок із приблизно 3011 амінокислот. Потім поліпротеїн протеолітично обробляється вірусними та клітинними протеазами з утворенням трьох структурних (асоційованих із віріонами) і семи неструктурних (NS) білків. Як альтернатива, зсув кадру може відбутися в області Core для отримання білка альтернативної рамки зчитування. Вірус кодує дві протеази: цистеїнову аутопротеазу NS2 і серинову протеазу NS3-4A. Потім білки NS рекрутують вірусний геном у комплекс реплікації РНК, який пов'язаний з перебудованими цитоплазматичними мембранами. Реплікація РНК відбувається за допомогою вірусної РНК-залежної РНК-полімерази NS5B, яка виробляє проміжний РНК із негативним ланцюгом. Негативний ланцюг РНК потім служить матрицею для виробництва нових позитивних ланцюгових вірусних геномів. Геноми, яуі зароджуються, можуть потім транслюватися, реплікуватися або упаковуватися в нові вірусні частинки.
Вірус реплікується на внутрішньоклітинних ліпідних мембранах. Ендоплазматичний ретикулум деформується в мембранні структури унікальної форми, які називаються «мембранозними перетинками». Ці структури можуть бути індуковані виключно експресією вірусного білка NS4B. Основний білок асоціюється з ліпідними краплями, використовує мікротрубочки і динеїни, щоб змінити їхнє розташування на перинуклеарний розподіл. Інша гіпотеза стверджує, що вірусна частинка може виділятися з ендоплазматичного ретикулума через ендосомальний сортувальний комплекс, необхідний для транспортного шляху. Цей шлях зазвичай використовується для виведення везикул із клітини.

## Генотипи
Генотипи вірусу гепатиту C відносяться до генетичних варіацій. Дослідження показують, що генотипів є щонайменше 8 (1-8), а у них є 67 підтипів. Усі генотипи та підтипи уражають печінку однаковою мірою. Генотипи різняться між собою за варіабельністю нуклеотидного рівня більш ніж на 30 %. Підтипи варіабельні між собою приблизно на 15 %. Всі генотипи вірусу здатні призводити до цирозу печінки та гепатоцелюлярної карциноми, проте генотип 3 вважається фактором швидшого прогресування захворювання. Є певні особливості географічного поширення генотипів. Підтипи / субтипи 1a і 1b виявляються по всьому світу, спричинюють до 60 % гепатиту C. В Україні поширений 1-й і 3-й (який має підтипи 3a, 3b, 3c, 3d, 3e, 3f) генотипи. Наявність того чи іншого генотипу може обумовити певні особливості противірусного лікування. Близько 15 % людей, уражених різними генотипами, виліковуються без ліків, у них імунна система відіграє життєво важливу роль у подоланні ВГС-інфекції. Коли два віруси інфікують одну клітину, може відбутися генетична рекомбінація. Хоча це нечасто, рекомбінація вірусу гепатиту C спостерігалася між різними генотипами, між підтипами одного генотипу і навіть між штамами одного підтипу.
Основні методи, які використовуються для діагностики генотипів, це ELISA (імуноферментний аналіз), кількісна ПЛР на РНК ВГС, рекомбінантний імуноблот.